# Lilla Vielången
Lilla Vielången är en sjö i Hylte kommun i Småland och ingår i Nissans huvudavrinningsområde.